# Abd al-Wahid I
Abd al-Wahid I al-Machlu (arab. أبو محمد المخلوع عبد الواحد بن يوسف = Abū Muḥammad al-Maẖlūʿ ʿAbd al-Wāḥid ibn Yūsuf, zm. 1224) – kalif Maroka z dynastii Almohadów, syn kalifa Abu Jakuba Jusufa II. 

## Życiorys
Panował przez kilka miesięcy w roku 1224, po czym został odsunięty od władzy i zabity przez Abdullaha al-Adila - stryja swojego ojca.